# Peribatodes druentiaria
Peribatodes druentiaria là một loài bướm đêm trong họ Geometridae.